# You and Idol Pretty Cure
You and Idol Pretty Cure♪ (japonês: キミとアイドルプリキュア♪, Hepburn: Kimi to Aidoru Purikyua♪) , também chamado de Kimi To Idol Pretty Cure, é uma série de anime mahō shōjo japonês. O seriado é a vigésima segunda temporada da franquia Pretty Cure.
Criada por Izumi Todo e produzida pela Toei Animation. You and Idol Pretty Cure possui a temática sobre Ídolos e Música.
O tema de Música é compartilhado primeiramente com Suite Precure♪ de 2011, sendo assim You and Idol Pretty Cure é a segunda série a possuir o mesmo tema.
A série é dirigida pela Chiaki Kon, que dirigiu o filme de Hapiness Charge Pretty Cure! e a terceira temporada de Sailor Moon Crystal. O design de personagem foi responsável por Miho Sugimoto, que já trabalhou como Key Animator para Sailor Moon Cosmos e Sailor Moon Eternal .
A série foi anunciada no final de 2024 e sucede Wonderful Pretty Cure! na programação televisiva. Seu primeiro episódio foi exibido no dia 2 de Fevereiro de 2025 e seguirá no ar até janeiro do ano seguinte.

## História
Em KirakiLand, anteriormente todos viviam felizes. Porém, a poderosa Darkine apareceu e tirou toda a luz de KirakiLand e rompeu a enorme KiraKira Ribbon que ficava em cima de toda a cidade. KirakiLand afundou na escuridão e parte das fadas foram seladas dentro de cristais. As fadas acreditavam em uma lenda, diz que as salvadoras que empunham o Idol Heart Brooch, chamadas de Idols Pretty Cures, levarão luz á escuridão.  
Sakura Uta, uma estudante do segundo ano do chūgakkō da escola Hanamichi Middle School, em um passeio com seu cachorro Kyutarou vê um pêssego descendo em um rio, ao tocar um brilho intenso toma conta dos seus olhos e sai uma pequena fada que se apresenta como Purirun. Ela conta que foi à Cidade de Hanamichi atrás das heroínas que empunham o Idol Heart Brooch, chamadas de Idol Precures e vê capacidade na Uta em ser uma delas pelo seu canto, mas Uta recusa os poderes de Precure de primeiro instante, mas aceita ajudar Purirun a achar quem seria a Idol Precure. Porém um Makkuranda, um dos monstros na série, acaba surgindo junto de um servente de Darkine, Cutty. No entanto Uta não recua e tenta cantar para lidar com o monstro sozinha, a sua determinação fez surgir um Pretty Cure Ribbon e um  Idol Heart Brooch, se transformando em Cure Idol. 
A Rainha de KirakiLand, Pikarine, conta que agora o Time Chokkiri tem o objetivo de levar a escuridão para a terra. As Idol Pretty Cures têm o objetivo de derrota-los na terra e recuperar KirakiLand. Uta Sakura junto de Nana Aozake e Kokoro Shigure e futuramente Purirun e Meroron, possuem a missão de salvar a terra do Time Chokkiri e restaurar KirakiLand. 

## Personagens

### Pretty Cures
Sakura Uta (咲良うた)
Sakura Uta é uma estudante do 2º ano do Fundamental (chūgakkō). Ela adora cantar, improvisando na letra sobre seus sentimentos e para apoiar as pessoas da melhor forma. A Uta é bastante energética e animada e gosta de coisas que a façam falar sua frase de efeito é o "Kirakilala ~ ♪" (キ ラ ッ キ ラ ン ラ ン ～ ♪ ). Seu aniversário é no dia 27 de Março. Sua cor tema é cor-de-rosa.
Com seu "Ídol Smile" para cativar seus fãs, Uta se transforma em Cure Idol (キュアアイドル). Seu bordão como Cure é: "Quando canto com você, meu coração brilha! Com um sorriso brilhante, Cure Idol!" (キミと歌う、ハートのキラキラ！笑顔ニッコリ、キュアアイドル！, Kimi to Utau, Hāto no Kirakira! Egao Nikkori, Kyua Aidoru!). Seu primeiro ataque de purificação é o Idol Smiling (アイドルスマイリング).

#### Aokaze Nana (蒼風なな)
Aokaze Nana é uma estudante do 2º ano do Fundamental (chūgakkō), partilhando a mesma turma de Uta. Nana é uma garota gentil e que desde pequena toca piano. Sua frase de efeito é: "Um passo à frente, Win-Win Wink!"  (一歩踏み出す Win-Win ウインク！). Seu aniversário é no dia 6 de Julho. Sua cor tema é azul.
Com seu ato de "Piscar" para cativar seus fãs, Nana se transforma em Cure Wink (キュアウインク). Seu bordão como Cure é: "Quando eu pisco para você, isso dá coragem ao meu coração! Em um piscar de olhos, Cure Wink" (キミと瞬く、ハートの勇気！お目目パッチン、キュアウインク！, Kimi to Matataku, Hāto no Yūki! Omeme Pacchin, Kyua Uinku!). Seu primeiro ataque de purificação é o Wink Crescendo (ウインククレッシェンド).

#### Shigure Kokoro (紫雨こころ)
Shigure Kokoro é uma estudante do 1º ano do Fundamental (chūgakkō). Kokoro tem habilidades na dança e é uma menina com uma grande paixão dentro de si. Sua frase de efeito é: "Meu coração está Kyun-Kyun!"  (心キュンキュンしてます！). Kyun-Kyun pode ser considerado como "Acelerado". Seu aniversário é no dia 11 de Maio. Sua cor tema é roxo.
Com sua "Kyun-Kyun Pose" para cativar seus fãs, Kokoro se transforma em Cure Kyun-Kyun (キュアキュンキュン). Seu bordão como Cure é: "Quando eu danço com você, meu coração dança no ritmo! Um coração acelerado, Cure Kyun-Kyun!" (キミと踊る、ハートのリズム！心キュンキュン、キュアキュンキュン！, Kimi to Odoru, Hāto no Rizumu! Kokoro Kyunkyun, Kyua Kyun Kyun!). Seu primeiro ataque de purificação é o Kyun-Kyun Beat (キュンキュンビート)

#### Purirun (プリルン)
Purirun é uma fada que veio de KirakiLand para procurar as Lendárias Idol Pretty Cures. Purirun é uma fada tranquila e descontraída, mas também faz uso da sua fofura e charme para conseguir o que quer. Quando as Idol Pretty Cures fazem seu show, Purirun voa com um KirakiLight para apoiar as meninas. Seus olhos, assim como de todos de KirakiLand, enxergam os KiraKira, são brilhos que rodeiam as pessoas com pensamentos positivos e foi assim que Purirun viu o potencial nas meninas para serem as Idols Precures. Purirun, ao final das frases, termina suas frases com "~Puri" (～プリ). Seu aniversário é em 9 de Outubro. Sua cor tema é branco
Com o seu "Zukyoon" para cativar seus fãs. Purirun e Meroron com o Heart Kirari Lock, Purirun se transforma em Cure Zukyoon (キュアズキューン). Seu bordão como Cure é: "Mirando direto no seu coração! Meu coração bate forte com você, Cure Zukyoon!" (ハートをプリっとロックオン！ キミとズッキュン、キュアズキューン！, Hāto o puritto rokkuon! Kimi to zukkyun, kyuazukyūn!). Seu ataque de purificação, em conjunto com Cure Kiss, é o Zukyoon Kiss Destiny (ズキューンキッスディスティニー)

#### Meroron (メロロン)
Meroron é amiga de Purirun e é uma fada que também mora em KirakiLand, porém ela não é capaz de enxergar o KiraKira como Purirun. Meroron é bastante insistente em fazer Purirun se apaixonar por ela e é bastante ciumenta quando há alguma interação entre Purirun e as garotas. Porém isso é por conta de Meroron sempre ser bastante isolada lendo seus livros e de todas as pessoas a Purirun foi quem mais se importou com ela, a fazendo ter um enorme carinho e amor por Purirun. Meroron, ao final das frases, termina com "~Mero" (～メロ). Seu aniversário é em 7 de Dezembro. Sua cor tema é preto.
Desde quando nasceu, Meroron possuía o Heart Kirari Lock, item que na Terra era associado a eternização do amor, mas descobre que a dupla que o usar pagará com o sacrifício das memórias de quem é mais importante para a pessoa.
Com o seu beijo para cativar seus fãs. Meroron e Purirun com o Heart Kirari Lock, Meroron se transforma em Cure Kiss (キュアキッス). Seu bordão como Cure é: "Guardarei seu coração só para mim! Um beijo meu para você, Cure Kiss!" (ハートをメロっとひとりじめ！ キミと口づけ、キュアキッス！, Hāto o mero tto hitoriji me! Kimi to kuchidzuke, kyuakissu!). Seu ataque de purificação, em conjunto com Cure Zukyoon, é o Zukyoon Kiss Destiny (ズキューンキッスディスティニー)

### KirakiLand

#### Tanakhan (タナカーン) / Tanaka (田中)
Tanaka ou Tanakhan, é também uma fada originária de KirakiLand, mas que possui uma aparência humana. Ele se torna o empresário das Idol Pretty Cures, mas também trabalha em meio período no Glitter Café. Takana é bem inexpressivo, com um tom monótomo e formal. Porém quando algo mexe com ele, seus olhos brilham e ele se permite demonstrar mais emoção.

#### Pikarine (ピカリーネ)
Pikarine é rainha de KirakiLand e aparece para dizer a missão para Uta, além de conversar com Purirun telepaticamente. Pikarine é bastante calma, mesmo quando está brava. Ela sempre tem uma entrada bastante brilhante.

### Time Chokkiri

#### Darkine (ダークイーネ)
Vilã principal da temporada e Líder do Time Chokkiri.

#### Chokkirine (チョッキリーヌ)
Líder do Time Chokkiri. Ela é extremamente leal a Darkine, porém grande parte das vezes deixou os outros fazerem grande parte do trabalho.

#### Cutty (カッティー)
Cutty é um dos membros do Time Chokkiri. Cutty tem no início uma personalidade egoísta e fala bastante formalmente. Ele não admitia seu gosto pela pessoa que admirava, mas ele relutou para não machucar e decepcionar ela. Revelados no episódio 26 serem originários de KirakiLand.

#### Zackly (ザックリー)
Zackly ou Zakkuri é membro do Time Chokkiri. Zackly no início é um péssimo perdedor e gosta de menosprezar seus colegas de equipe e age de forma impulsiva, mas é bastante influenciável. Ele se sente esquisito quando alguém faz algo de bom para ele, o que criou um conflito interno. Revelados no episódio 26 serem originários de KirakiLand.

#### Jogi (ジョギ)
Membro do Time Chokkiri. Um rapaz bastante curioso e também bastante fiel a Darkine.

#### Makkuranda (マックランダー)
Monstro da temporada. Ele ao ser purificado diz "Eu sou brilhante" (キラキラッター！, Kirakirattā!)

### Parentes das personagens
Kazu Sakura (咲良和)
Pai da Uta. Ele também é dono e chef de cozinha do Café Glitter
Oto Sakura (咲良音)
Mãe da Uta. Também garçonete do Café Glitter
Hamori Sakura (咲良はもり)
Irmã mais nova da Uta. Ela gosta bastante de tocar piano com Nana.
Kyutarou (きゅーたろう)
Cachorro da Uta. Ele é da raça Golden Retriever
Hajime Aokaze (蒼風一)
Pai da Nana. Trabalha no Shugemo Shopping Center
Mutsumi Aokaze (蒼風睦美)
Mãe da Nana. Ela é pianista e sempre acaba viajando a concertos. No momento está realizando na França.
Ai Shigure (紫雨愛)
Mãe de Kokoro. Ela é viúva e trabalha duro pela Kokoro.
Shinji Shigure (紫雨信二)
Pai falecido de Kokoro. Ele acabou doente e faleceu quando Kokoro era pequena.
Keiko Nishimura (西村桂子)
Avó de Kokoro. Mãe da Ai e vive com a filha e neta.
Makoto Nishimura (西村誠)
Avô de Kokoro. Pai da Ai e vive com filha e neta.

### Moradores de Hanamichi Town
Hibiki Kaito (響カイト)
Kaito é gentil e prestativo. Ele possui o talento de cantar e atuar.
O personagem ganha a voz e interpretação de Daisuke Sakuma, membro do grupo de ídol japonês, Snow Man
Renji Jo (城蓮司, Jō Renji)
Um cliente frequente do Café Glitter. Apelidado de Velho Ren.
Ema Komiya (小宮絵真)
Uma mangaká e cleinte do café Glitter que Uta cantou para ela ao anunciar que iria publicar sua obra. Além disso foi a primeira Makkuranda da série.
Kurikyuta (くりきゅうた)
Um lutador de sumô que Uta confunde com uma "Purikyua" (Pretty Cure), pelos nomes soarem parecidos.
Mikoto Higashinaka (東中 みこと)
Melhor amiga e colega de classe de Uta. Ela é fã da Cure Idol e membra do Clube de Pesquisa da Cure Idol e Cure Wink.
Wakaba Shinbashi (新橋わかば)
Wakaba é Colega de Classe da Uta e da Nana, também membro do Clube de Pesquisa da Cure Idol e Cure Wink e membro do time de vôlei da escola. Depois de descobrir que um garoto que tinha uma paixão, Shota, poderia se transferir em breve, ela decide confessar seu amor por ele se seu time vencer a partida de vôlei. Porém, ela é rejeitada, mas logo depois acredita que achou um novo amor por Fujino.
Ruka Sakaue (坂上るか)
Colega de Classe da Uta e Nana e também membro do Clube de Pesquisa da Cure Idol e Cure Wink.
Odoru Sunda (寸田躍)
Colega de classe e amigo de infância de Kokoro. Ele a conhece desde o ensino fundamental e chama ela diversas vezes para se juntar ao Clube de Dança e participar de torneios por causa do seu talento em dançar bem. Depois que Zackly o transforma em um Makkuranda, Kokoro se torna Cure Kyun-Kyun para salvá-lo.
Mio Niino (新野みお)
Um membro do Clube de Rádio da escola.
Shota (翔太)
Um membro do time de vôlei da Hanamichi Junior High School. Ele é bastante admirado pelas garotas e foi interesse amoroso de Wakaba.
Fujino (藤野)
Membro do time de vôlei da Hanamichi Junior High School. Ele se torna o próximo interesse amoroso de Wakaba após falar com ela depois do torneio de vôlei.
Fujimi (富士見先生)
Professora da turma da Uta e Nana.
Koharu Mori (森こはる)
Gerente da Pretty Holic, responsável pela publicidade. Ela ajuda as Cures a superar o nervosismo enquanto cuida da produção da sessão de fotos para um comercial da campanha de batons da Pretty Holic, promovendo a inauguração de uma nova loja na cidade de Hanamichi.
Hanami (はなみ)
Um mascote da cidade de Hanamichi parecido com um esquilo. A Nana o conheceu quando criança quando ele deu um balão .
Miyu (みゆ)
Uma garota fã de Cure Kyun-Kyun vai ao evento de aperto de mão com a mãe. Cutty as transforma em Makkuranda, mas elas são salvas pelas Cures, e depois ela consegue encontrar Kyun-Kyun.
Alice (アリス)
Uma garota que Meroron conhece que estava perdida de sua mãe.
Tsumugu Kijima (貴島つむぐ)
A jornalista da revista "Vroom-Vroom Entretenimento" que insistiu em procurar Cure Kiss e Cure Zunkyoon para uma entrevista.

## Vozes
| Pretty Cures                   | Voz Original     | Time Chokkiri              | Voz Original         |
| ------------------------------ | ---------------- | -------------------------- | -------------------- |
| Sakura Uta / Cure Idol         | Matsuoka Misato  | Darkine                    | Satō Rina            |
| Aokaze Nana / Cure Wink        | Takahashi Minami | Chokkirine                 | Yahagi Sayuri        |
| Shigure Kokoro / Cure KyunKyun | Natsumi Takamori | Jogi                       | Yū Hayashi           |
| Purirun / Cure Zukyoon         | Nanjō Yoshino    | Zackly/Zakkuri (Ex-Membro) | Satō Setsuji         |
| Meroron / Cure Kiss            | Hanai Miharu     | Cutty (Ex-Membro)          | Yamada Hiroki        |
| KirakkiLand                    | KirakkiLand      | Makkuranda                 | Yano Masaaki         |
| Rainha Pikarine                | Ohara Sayaka     | Personagens do Filme       | Personagens do Filme |
| Tanaka/Tanakhan                | Suwabe Junichi   | Totto                      | Atsuhiro Tsuda       |
|                                |                  | Tera                       | Maaya Uchida         |
|                                |                  | Amas                       | Ayane Sakura         |

| Parentes das Personagens | Parentes das Personagens | Moradores de Hanamichi Town | Moradores de Hanamichi Town |
| ------------------------ | ------------------------ | --------------------------- | --------------------------- |
| Kazu Sakura              | Hiroya Egashira          | Kaito Hibiki                | Daisuke Sakuma              |
| Oto Sakura               | Sayaka Kitahara          | Renji Jo                    | Tomomichi Nishimura         |
| Hamori Sakura            | Yuko Iida                | Ema Komiya                  | Akiha Matsui                |
| Kyutarou                 | Kenjiro Tsuda            | Kurikyuta                   | Kenjirō Tsuda               |
| Hajime Aokaze            | Toshiki Watanabe         | Mikoto Higashinaka          | Natsumi Murakami            |
| Mutsumi Aokaze           | Meiko Kawasaki           | Wakaba Shinbashi            | Mayuko Kazama               |
| Ai Shigure               | Yumi Kawashima           | Ruka Sakaue                 | Mariko Higashiuchi          |
| Keiko Nishimura          | Sachiko Yoda             | Mio Niino                   | Yuko Iida                   |
|                          |                          | Fujino                      | Takuma Nagatsuka            |
| Fujimi                   | Yoshiyuki Shimozuma      |                             |                             |
| Koharu Mori              | Mayuko Kazama            |                             |                             |
| Miyu                     | Fuka Miyako              |                             |                             |
| Alice                    | Aina Suzuki              |                             |                             |
| Tsumugu Kijima           | Risae Matsuda            |                             |                             |

## Episódios do Anime
| N° | Título Romanizado                                 | Tradução (via Crunchyroll)                                         | Data de Lançamento (Japão) |
| -- | ------------------------------------------------- | ------------------------------------------------------------------ | -------------------------- |
| 1  | Kirakkiranran♪ Kyua Aidoru Debyū!                 | Lalalegre! A estreia da Cure Idol!                                 | 02 de Fevereiro de 2025    |
| 2  | Watashi, Bazucchatteru!?                          | Eu viralizei?!                                                     | 09 de Fevereiro de 2025    |
| 3  | Yūki wo Dashite♪ Kyua Uinku Debyū!                | Mostre sua coragem! O debut da Cure Wink!                          | 16 de Fevereiro de 2025    |
| 4  | Rejendo Aidoru!? Hibiki Kaito                     | O idol lendário Kaito Hibiki?!                                     | 23 de Fevereiro de 2025    |
| 5  | Manējā-san, Tsuichatta!                           | Temos um agente!                                                   | 02 de Março de 2025        |
| 6  | Kokoro KyunKyun Shitemasu!?                       | Meu coração está saltitante?!                                      | 09 de Março de 2025        |
| 7  | Kokoro Odoru♪ Kyua KyunKyun Debyū!                | Coração dançante! O debut da Cure Kyun-Kyun!                       | 23 de Março de 2025        |
| 8  | Min'na de Otomari! Aidoru Purikyua Daikenkyū!     | Festa do pijama! A sessão de estudos sobre as Precure Idols!       | 30 de Março de 2025        |
| 9  | Nana no Nana Fushigi!                             | Os Sete Mistérios de Nana                                          | 06 de Abril de 2025        |
| 10 | CD Debyū! Aidoru Purikyua!                        | O CD de estreia! Idol Precure                                      | 13 de Abril de 2025        |
| 11 | Trio Dreams                                       | Trio Dreams                                                        | 20 de Abril de 2025        |
| 12 | Purirun Daisuki? Meroron ga Yattekita!            | Eu te amo, Purirun! Meroron chegou!                                | 27 de Abril de 2025        |
| 13 | Fureffure! KirakiRaito!                           | Vai! Vai! Brilhuz!                                                 | 04 de Maio de 2025         |
| 14 | Okāsan e ~Kokoro Kara no Messēji~                 | Querida mãe, uma mensagem da Kokoro                                | 11 de Maio de 2025         |
| 15 | Nētama Meromero Daisakusen Mero~!                 | Operação: Fazendo a maninha se apaixonar                           | 18 de Maio de 2025         |
| 16 | Mankai! Tokkun! Hanamichi Taun Fesu!              | Florescer Total! Treino Intensivo! O Festival da Cidade Hanamichi! | 25 de Maio de 2025         |
| 17 | Purirun no Ketsui! KirakiRando e Rettsu Gō!       | A decisão de Purirun! Vamos para a Brilholândia!                   | 1 de Junho de 2025         |
| 18 | Kimi wa Dare!? Hāto Zukyūn Sarechatta♡            | Quem é você? Um zukyoon no meu coração!                            | 8 de Junho de 2025         |
| 19 | Futari no Chikai♪ Kyua Zukyūn & Kyua Kissu Debyū! | Os votos da dupla! O debut de Cure Zukyoon e Cure Kiss!            | 16 de Junho de 2025        |
| 20 | Puri~! Omoide Sagashi no Pikunikku!               | Puri! Um piquenique para procurar pelas memórias!                  | 22 de Junho de 2025        |
| 21 | Tobikkiri! Kiseki no Yunizon!                     | Super incrível! Um milagre em uníssono!                            | 29 de Junho de 2025        |
| 22 | Aidoru Purikyua VS ZukyūnKissu!?                  | Precures Idols VS ZukyoonKiss?                                     | 07 de Julho de 2025        |
| 23 | Kore ga watashi no sain!                          | Esta é a minha assinatura!                                         | 13 de Julho de 2025        |
| 24 | Tanakān no natsuyasumi!                           | As férias de verão do Tanakhan!                                    | 20 de Julho de 2025        |
| 25 | Himawarihatake de uinku shite                     | Wink em um campo de girassóis                                      | 27 de Julho de 2025        |
| 26 | Kyun kosomonono jōzunare!                         | Quanto mais Kyun, melhor!                                          | 3 de Agosto de 2025        |
| 27 | Kyuachūbu hajimemashita!                          | Abrimos um canal no CureTube!                                      | 10 de Agosto de 2025       |
| 28 | Wanwan! Ki~yū chanto issho!                       | Au Au! Juntos com Kyu-chan! (Tradução Livre)                       | 17 de Agosto de 2025       |
| 29 | Meroron no tomodachi                              | Amigo da Meroron (Tradução Livre)                                  | 24 de Agosto de 2025       |
| 30 | Purikyua! Kirakkiranran fō yū!                    | Precure! Kirakilala para você! (Tradução Livre)                    | 31 de Agosto de 2025       |

## Filme
Foi revelado no dia 19 de abril de 2025 a produção de um filme, sem mais detalhes. Porém em 25 de Junho de 2025 o nome do filme foi anunciado como: "You and Idol PreCure♪ O Filme! Desculpem a demora! Um show brilhante feito para você!" (映画キミとアイドルプリキュア♪お待たせ！キミに届けるキラッキライブ！, Eiga Kimi to aidorupurikyua ♪ o matase! Kimi ni todokeru kirakkiraibu!). O filme estreia em 12 de Setembro de 2025 contando com as equipes das temporadas antecessoras Wonderful Pretty Cure! e Soaring Sky! Pretty Cure.
A história do filme começa quando a fada coral Totto (トット) convida Uta e as outas para um festival chamado "Super Miracle Idol Festival" feito na misteriosa Ilha Aiai. Ao chegarem lá encontram diversos idols, robôs e animais. Porém um monstro aparece colocando a ilha em perigo, só que todas acabam voltando para o passado. A pista de como voltar é através da lenda da deusa da ilha, assim conhecem uma garota chamada Tera (テラ), que não gosta de idols e esconde segredos a respeito da Ilha Aiai.
A música tema do filme é "♪HiBiKi Au Uta♪"

## Jogo
Foi anunciado o jogo para dispositivos Android e iOS "Moshimoshi! Purikyua denwa" (もしもし！プリキュアでんわ, traduzido: "Alô! Telefone Precure"). O aplicativo está em pré-registro, com seu lançamento previsto para dia 1 de Setembro de 2025. O jogo possui interações com as personagem da temporada com palavras de apoio, incentivo, elogios, desejando boa noite. Além disso há um minijogo simulando o jogador como cliente do restaurante da família Sakura, o "Glitter Cafe". O jogo possuíra microtransações de assinatura mensal para acessar recursos específicos do aplicativo. Os modos do jogo serão atualizados mensalmente.

## Músicas
Confira os álbuns da temporada:

### Kimi to Idol Pretty Cure♪ Debut Single
Kimi to Idol Pretty Cure♪ Debut Single (キミとアイドルプリキュア♪デビューシングル) é um álbum que possui os singles das personagens principais que usam em seus ataques de purificação. O álbum também possuiu uma Edição Limitada.
Lista de Músicas:
1. Smiles In Unison♪ (Sorrisos em Uníssono♪ ) (笑顔のユニゾン♪) - Música de Debut e de ataque solo da Cure Idol
2. Winking Score (Pontos de Piscadela) (まばたきの五線譜) - Música de Debut e de ataque solo da Cure Wink
3. Heart Revolution (Revolução do Coração) (ココロレボリューション) - Música de Debut e de ataque solo da Cure Kyun-Kyun
4. Smiles In Unison♪ (Original・Karaoke) (笑顔のユニゾン♪（オリジナル・カラオケ）) - Instrumental
5. Winking Score (Original・Karaoke) (まばたきの五線譜（オリジナル・カラオケ）) - Instrumental
6. Heart Revolution (Original・Karaoke) (ココロレボリューション（オリジナル・カラオケ）) - Instrumental

### Kimi to Idol Pretty Cure♪ Theme Song Single
Kimi to Idol Pretty Cure♪ Theme Song Single (キミとアイドルプリキュア♪主題歌シングル) é o álbum que apresenta a abertura e encerramento da temporada pela primeira vez em sua versão completa. O álbum possuiu duas versões apresentadas, uma apenas com o CD e outra que possui suas versões em CD e DVD.
Lista de Músicas:
1. Kimi to Idol Pretty Cure♪ Light Up! (Você e as Idols Pretty Cure♪ Brilhem!) (You and Idol Pretty Cure♪ Brilhe!) (キミとアイドルプリキュア♪ Light Up！) - Abertura da série.
2. Trio Dreams (Trio dos Sonhos) - Encerramento da série.
3. Kimi to Idol Pretty Cure♪ Light Up! (Original・Karaoke) (Você e as Idols Pretty Cure♪ Brilhem! (Original・Karaoke)) (キミとアイドルプリキュア♪ Light Up！（オリジナル・カラオケ）) - Instrumental da música de abertura.
4. Trio Dreams (Original・Karaoke) (Trio dos Sonhos (Original・Karaoke)) (Trio Dreams（オリジナル・カラオケ）) - Instrumental da música de encerramento.
5. Kimi to Idol Pretty Cure♪ Light Up! (TV size) (Você e as Idols Pretty Cure♪ Brilhem! (Versão para Televisão)) (キミとアイドルプリキュア♪ Light Up！（TVサイズ）) - Versão adaptada para televisão da música de abertura.
6. Trio Dreams (TV size) (Trio dos Sonhos (Versão para Televisão) (Trio Dreams（TVサイズ）) - Versão adaptada para televisão da música de encerramento.

### Kimi to Idol Pretty Cure♪ Original・Soundtrack 1: Pretty Cure・Kirakira・Sound!!
Kimi to Idol Pretty Cure♪ Original・Soundtrack 1: Pretty Cure・Kirakira・Sound!! (『キミとアイドルプリキュア♪』オリジナル・サウンドトラック プリキュア・キラキラ・サウンド！！) é o álbum da trilha sonora da temporada. Lançado no dia 28 de maio, o álbum contém as músicas de abertura e encerramento, transformação, singles e as músicas ambiente que compõe os episódios. 
Lista de Músicas: 
1. Kirakkilala with you♪ (Kirakkilala com você♪) (キミとキラッキランラン♪)
2. Kimi to Idol Pretty Cure♪ Light Up! (TV Size) (キミとアイドルプリキュア♪ Light Up！(TVサイズ)) - Abertura da série adaptada para a televisão.
3. Sunny palette (Paleta Ensolarada) (陽だまりのパレット)
4. Subtitle (Subtítulo) (サブタイトル) - Música para título do episódio
5. Cherry blossom-colored teatime (Chá da tarde com coloridas Flores de Cerejeira) (さくら色のティータイム)
6. Team Chokkiri (チョッキリ団)
7. A savior who illuminates the darkness (A salvadora que ilumina a escuridão) (闇を照らす救世主)
8. Pretty Cure! Light Up! (Short version) (プリキュア！ライトアップ！(Short version)) - Música de Transformação.
9. Smiles In Unison♪ ~Pretty Cure! Idol Smiling!~ (笑顔のユニゾン♪ ～プリキュア！アイドルスマイリング！～) - Música de ataque da Cure Idol.
10. The rumored celebrity (A celebridade dos rumores) (うわさの人気者)
11. Going down memory lane (Indo fundo na estrada das memórias) (思い出に沈むとき)
12. Open the door of courage (Abrindo a porta da coragem) (勇気のドアをあけて)
13. Winking Score ~Pretty Cure! Wink Crescendo!~ (まばたきの五線譜 ～プリキュア！ウインククレッシェンド！～) - Música de ataque da Cure Wink.
14. Can't stop yearning for it (Não paro de ficar ansiosa com isso) (あこがれがとまらない)
15. Search for the Idol Pretty Cure! (Em busca da Idol Pretty Cure!) (アイドルプリキュアをさがせ！)
16. Heart Revolution ~Pretty Cure! Kyun-Kyun Beat!~ (ココロレボリューション ～プリキュア！キュンキュンビート！～) - Música de ataque da Cure KyunKyun.
17. See you in Hanamichi Town (Vejo você em Hanamichi Town) (はなみちタウンで会いましょう)
18. Idol Catch♪ (アイドルキャッチ♪)
19. A world full of light (Um mundo cheio de Luz) (光あふれる世界)
20. I am Pikarine (Eu sou Pikarine) (私はピカリーネ)
21. That child's secret (O segredo daquela criança) (あの子のひみつ)
22. Passing duet (Dueto de passagem) (すれちがいデュエット)
23. PuriPurirunrun~♪ (プリプリルンルン～♪)
24. A sprinkle of Kirakira (Uma pitada de KiraKira) (キラキラをふりまいて)
25. Sensing the darkness (Sentindo a escuridão) (闇の気配)
26. Plunge the world into pitch-black darkness (Mergulhe o mundo na escuridão total) (世界をクラクラの真っ暗闇にせよ)
27. Let's make it Kirakkilala (Vamos fazer isso Kirakkilala) (キラッキランランにしちゃうよ)
28. Pretty Cure! Light Up! (Pretty Cure! Acenda!) (プリキュア！ライトアップ！) - Versão inteira da música de transformação.
29. Prelude to a fierce battle (Prelúdio para uma batalha feroz) (激闘のプレリュード)
30. A climatic battle stage (Um palco de batalha climática) (白熱のバトルステージ)
31. Sing, dance, and please the crowd♡ (Cante, dance e agrade a multidão♡) (歌って踊ってファンサして♡)
32. Trio Dreams ~Pretty Cure! High Emotion!~ (Trio dos Sonhos ~Pretty Cure! Alta Emoção!~) (Trio Dreams ～プリキュア！ハイエモーション！～) - Ataque em trio de Cure Idol, Cure Wink e Cure KyunKyun.
33. Dream-colored excitement (Emoção do sonho colorido) (夢色のときめき)
34. Run along the riverside (Corra ao longo da margem do rio) (川沿いの道を走ろう)
35. Together with you (Junto com você) (キミと一緒に)
36. Trio Dreams (TV Size) (Trio Dreams(TVサイズ))
37. With you today as well! Kirakkilala~♪ (Com vocês hoje também! Kirakkilala~♪) (今日もキミと！キラッキランラン～♪)

### Kimi to Idol Pretty Cure♪ Vocal Album ~We are! You ＆ IDOL PRECURE♪~
Kimi to Idol Pretty Cure♪ Vocal Album ~We are! You ＆ IDOL PRECURE♪~ (キミとアイドルプリキュア♪ボーカルアルバム ～We are！You ＆ IDOL PRECURE♪～) é o álbum apenas com músicas cantadas da temporada. Será lançado dia 23 de Julho e terá músicas novas, músicas completas e músicas com versões diferentes das que existem.
Lista de Músicas:
1. Kimi to Idol Pretty Cure♪ Light Up! (TV Size) (キミとアイドルプリキュア♪ Light Up！(TVサイズ)) - Abertura da série adaptada para a televisão.
2. Everyday♪ UTA-OH!! (エブリデイ♪UTA-OH！！) - Nova música da Cure Idol
3. Wink! Link! (Wink! Link!) - Nova música da Cure Wink
4. GR∞VE L∞P (GR∞VE L∞P) ou Groove Loop - Nova música da Cure KyunKyun
5. An Echo From You (キミからのEcho) - Música que aparece no episódio 4 do Hibiki Kaito.
6. Nakayoshi J♡YFUL - Música cantada por Meroron e Purirun.
7. We are! You ＆ IDOL PRECURE♪ - Música cantada pelas 5 Cures
8. Awakening Harmony - Música de ataque da Cure Zukyoon e Cure Kiss
9. Let's Go! Idol (いざ！アイドル) - Música cantada pela Ishii Ami, Kumada Akane, Yoshitake Chihaya. As três são responsáveis por cantar a abertura da série.
10. GARDEN - Música cantada pelas vozes da Cure Idol, Cure Wink e Cure KyunKyun
11. Wonder Flowers Pretty Cure ~Akane Kumada Ver.~ (Wonder Flowers プリキュア ～Akane Kumada Ver.～) - A música já existia em Wonderful Pretty Cure! Vocal Album e no Vocal Best, porém a Akane Kumada irá cantar a versão para o Vocal Album de Kimi to Idol Pretty Cure.
12. Kimi to Idol Pretty Cure♪ Light Up! ~Ami Ishii Ver.~ (キミとアイドルプリキュア♪ Light Up！ ～Ami Ishii Ver.～) - Versão da abertura da série cantada pela Ishii Ami.
13. Kimi to Idol Pretty Cure♪ Light Up! ~Akane Kumada Ver.~ (キミとアイドルプリキュア♪ Light Up！ ～Akane Kumada Ver.～) - Versão da abertura da série cantada pela Kumada Akane.
14. Kimi to Idol Pretty Cure♪ Light Up! ~Chihaya Yoshitake Ver.~ (キミとアイドルプリキュア♪ Light Up！ ～Chihaya Yoshitake Ver.～) Versão da abertura da série cantada pela Yoshitake Chiyaha.

### Kimi to Idol PreCure♪ 2nd Theme Song Single
Kimi to Idol PreCure♪ 2nd Theme Song Single (キミとアイドルプリキュア♪後期主題歌シングル, Kimi to aidorupurikyua ♪ kōki shudaika shinguru) é o single para o lançamento do segundo encerramento da série. O single saiu dia 27 de Agosto de 2025.
1. Kimi to RuLaLa - Novo encerramento. Cantado pelo quinteto composto por Cure Idol, Cure Wink, Cure Kyun-Kyun, Cure Kiss e Cure Zukyoon.
2. Shiny Shiny IDOL - Cantado por Machico & Chihaya Yoshitake.

### Kimi to Idol Pretty Cure♪ Omatase! Kimi ni Todokeru KirakkiLive! Song Album
Kimi to Idol Pretty Cure♪ Omatase! Kimi ni Todokeru KirakkiLive! Song Album (映画キミとアイドルプリキュア♪ お待たせ！キミに届けるキラッキライブ！ソングアルバム) vai ser lançado dia 10 de Setembro de 2025.
1. ♪HiBiKi Au Uta♪ - Cantado pelo quinteto composto por Cure Idol, Cure Wink, Cure Kyun-Kyun, Cure Kiss e Cure Zukyoon.
2. ♪HiBiKi Au Uta♪ ~Solo Arrange Ver.~ - Somente a Cure Idol.
3. Kimi to Idol Pretty Cure♪ Light Up! - Versão com o quinteto.
4. A revelar
5. A revelar
6. ♪HiBiKi Au Uta♪ (Original・Karaoke) (♪HiBiKi Au Uta♪（オリジナル・カラオケ）)
7. ♪HiBiKi Au Uta♪ ~Solo Arrange Ver.~ (Original・Karaoke) (♪HiBiKi Au Uta♪ ～Solo Arrange Ver.～（オリジナル・カラオケ）)

### Kimi to Idol Pretty Cure♪ Omatase! Kimi ni Todokeru KirakkiLive! Original・Soundtrack
Kimi to Idol Pretty Cure♪ Omatase! Kimi ni Todokeru KirakkiLive! Original・Soundtrack (『映画キミとアイドルプリキュア♪ お待たせ！キミに届けるキラッキライブ！』オリジナル・サウンドトラック) vai ser lançado dia 10 de Setembro de 2025.